# Krajnik Dolny
Krajnik Dolny – wieś w Polsce położona w województwie zachodniopomorskim, w powiecie gryfińskim, w gminie Chojna.
Bardzo stara osada kultury łużyckiej, w 1337 osadnicy z zachodu wypędzili ludność słowiańską z Krajnika Górnego do Dolnego, na tereny określane jako błotniste i niezdrowe.
Po 1945 miejscowość przejściowo nosiła nazwę Bimbrowo.
We wsi ruiny kościoła ryglowego z przełomu XVIII i XIX wieku, świątynia przetrwała wojnę, została opuszczona i całkowicie zdewastowana, w otoczeniu kilkusetletnie płyty nagrobne.
W latach 1975–1998 miejscowość administracyjnie należała do województwa szczecińskiego.

## Przejście graniczne
We wsi ulokowane było przejście graniczne z Niemcami. Zostało zlikwidowane 21 grudnia 2007 roku po przystąpieniu Polski do układu z Schengen.